# Luis María Lasúrtegui
Luis María Lasúrtegui Berridi, né le 28 mars 1956 à Pasajes, est un rameur d'aviron espagnol. 

## Carrière
Luis María Lasúrtegui participe aux Jeux olympiques de 1984 à Los Angeles et remporte la médaille d'argent avec le deux sans barreur espagnol en compagnie de Fernando Climent.